# Seznam beloruskih slikarjev
Seznam beloruskih slikarjev.

## A
- Meer Akselrod (1902 – 1970)

## C
- Marc Chagall

## K
- Michel Kikoine
- Pinchus Kremegne

## S
- Chaïm Soutine

## Ż
- Eugeniusz Żak